# Poppenregen
Poppenregen is een sciencefictionverhaal van de Nederlandse schrijfster Kathinka Lannoy. Het is het zevende verhaal in de verhalenbundel Ganymedes 4, uitgegeven door A.W. Bruna Uitgevers. Die verhalenbundel bevat inzendingen van lezers en andere liefhebbers van het genre. Lannoy (1917-1996) was al lang en breed bekend, toen dit verhaal werd gepubliceerd. Haar eerste roman Het geslacht Trigland dateert uit 1939.

## Het verhaal
Het verhaal speelt zich niet in een bepaalde tijd of planeet af. Een gezin woont en werkt. Het zoontje komt op gegeven moment binnen met een vreemde pop. Moeder vraagt of hij de pop misschien heeft gestolen of gewoon heeft meegenomen. Het kind vertelt dan dat het poppen heeft geregend. De moeder gelooft het niet, stapt naar buiten en moet constateren dat haar zoontje gelijk heeft. Overal liggen poppen verspreid. Ze heeft hiervoor geen verklaring, maar omdat ze overal liggen, is het wellicht een reclamestunt, denkt ze.
De volgende ochtend wordt ze wakker en ziet bijna de gehele planeet in vuur staan. Als ze daarna probeert te vluchten, steekt haar zoon haar man neer met een been uit een pop. De enige manier om de poppen te stoppen, zo blijkt, is ze onder water te houden, maar het is al te laat. De wereld wordt door de buitenaardsen ontdaan van mensen, die in hun ogen leven als bloeddorstige poppen en daarom moeten worden bestreden.